# Rompon
Rompon est une commune française, située dans le département de l'Ardèche en région Auvergne-Rhône-Alpes.
Ses habitants sont appelés les Romponais et les Romponaises.

## Géographie

### Situation et description
Rompon et rattaché à la communauté d'agglomération Privas Centre Ardèche, située dans le centre est du département.

### Géologie et paléontologie
Le Lagerstätte de La Voulte-sur-Rhône
Le Lagerstätte de La-Voulte-sur-Rhône se situe sur le territoire de deux communes Rompon et La Voulte-sur-Rhône. Il correspond à un ensemble de petits gisements fossilifères alignés le long d’une faille géologique dans des marnes adatées du Jurassique moyen (environ 165 millions d’années). Ces différents sites appartiennent à la marge passive de la bordure occidentale du bassin du sud-est.
Les dépôts fossilifères contiennent de nombreux organismes plus ou moins bien préservés suivant les gisements. Quatre sites présentent un intérêt scientifique et se situent pour la plupart dans la commune de Rompon.
- Le site de référence internationale, classé Espace Naturel Sensible (propriété du département de l’Ardèche) : la Boissine – ravin de Gramade ou ravin des mines ; localisé sur les deux communes La Voulte-sur-Rhône et Rompon.

J. Fournet, en 1843, donne une première description du gisement dans une étude sur les terrains jurassiques et les minerais de fer de l’Ardèche. Par la suite, le site fossilifère de La Voulte-sur-Rhône a fait l’objet de plusieurs études scientifiques ponctuelles et limitées à la description de quelques groupes zoologiques.
C’est en 1967, grâce à l’étude de S. Elmi de l’université de Lyon 1 que la datation précise sera établie à l’aide des ammonites, le gisement fossilifère de La Voulte-sur-Rhône est daté du Jurassique moyen (Callovien inférieur soit environ 165 millions d’années).
Des amateurs allemands viennent de temps en temps pour essayer de trouver la pièce rare, mais peu à peu le site tombe presque totalement dans l’oubli. L’extraction des fossiles étant de plus en plus difficile en raison du fort redressement des couches fossilifères (près de 70°).
En 1973, un jeune passionné de paléontologie, Bernard Riou, reprend des recherches avec l’autorisation du propriétaire du gisement. Au bout de presque dix années de persévérance, il réussit à constituer une collection de référence qui permettra de publier à partir de 1982 de nombreuses découvertes scientifiques d’intérêt majeur.
L’une des plus remarquables pour l’époque est la découverte de la plus ancienne pieuvre connue :
Fischer J.C. et Riou B. : 1982 « Le plus ancien octopode connu (Cephalopoda, Dibranchiata) : Proteroctopus ribeti, nov. gen., nov. sp., du Callovien de l'Ardèche (France) », C. R. Acad. Sc. Paris, t. 295, Série II, p 277-280.
En 1996, Bernard Riou publie un important ouvrage sur le volcanisme de l’Ardèche : Ardèche, Terre de Volcans où pour la première fois il présente une hypothèse sur les raisons de la richesse du site fossilifère de La Voulte-sur-Rhône, et ce à la suite d'un travail en commun avec des chercheurs anglais de l’Université de Bristol (Wilby P.R., Briggs D.E.G. et Riou B. : 1996, Mineralization of soft bodied invertabrates in a Jurassic metalliferous deposit, Geology, september 1996, v. 24, no 9, p. 847-850, 3 figures).
La présence de certains minéraux et de nombreux sulfures (galène, sphalérite, cernyite…) pourrait permettre de penser que les fossiles découverts sont morts de manière cyclique à la suite de pollutions hydrothermales. Les gaz issus de la faille géologique seraient donc à l’origine de la présence de tous ces organismes dans cette zone au fond d’une mer calme et à plus de 200 m de profondeur. Ce gisement exceptionnel, aussi bien par l’abondance que pour la conservation en trois dimensions des organismes fossilisés, est en relation avec une mort rapide des animaux alors présents.
- Le ravin du Chénier dont la faune est composée d’éponges siliceuses, de crinoïdes pédonculés, de nombreux restes d’ammonites, des restes d’échinodermes et des dents de requin.
- Le site du pont des étoiles réputé pour l’abondance d’articles de Lys de mer du genre Isocrinus et de nombreuses rhynchonelles.
- Le site du Pouzat référencé pour sa richesse en échinodermes (oursins, étoiles de mer…).

Au Jurassique moyen, l’ensemble des sites de la commune de Rompon se situaient en marge d’une plateforme en milieu marin profond pouvant atteindre 400 à 500 m, semblable à ce que l’on connaît aujourd’hui dans les grandes fosses marines où l’on a découvert des volcans sous-marins que l’on nomme des fumeurs noirs.
Grâce à l’ensemble de ces travaux scientifiques, le Lagerstätte de La Voulte-sur-Rhône est répertorié parmi les gisements les plus extraordinaires au niveau mondial pour la conservation des fossiles. D.E.G. BrigLagerstätte gs, paléontologue de réputation internationale, de l’Université de Yale (USA) le compte parmi un des vingt sites fossilifères les plus remarquables, nommés « Lagerstätte ».
L’ensemble de ce travail a permis de convaincre les élus locaux et départementaux d’acquérir le site de la Boissine ou ravin des Mines et la propriété de Gramade. Aujourd’hui, il est classé Espace Naturel Sensible et appartient au département de l’Ardèche.

### Climat
Pour des articles plus généraux, voir Climat d'Auvergne-Rhône-Alpes et Climat de l'Ardèche.
En 2010, le climat de la commune est de type climat méditerranéen franc, selon une étude du CNRS s'appuyant sur une série de données couvrant la période 1971-2000. En 2020, Météo-France publie une typologie des climats de la France métropolitaine dans laquelle la commune est exposée à un climat méditerranéen et est dans la région climatique Moyenne vallée du Rhône, caractérisée par un bon ensoleillement en été (fraction d’insolation > 60 %), une forte amplitude thermique annuelle (4 à 20 °C), un air sec en toutes saisons, orageux en été, des vents forts (mistral), une pluviométrie élevée en automne (250 à 300 mm).
Pour la période 1971-2000, la température annuelle moyenne est de 13,2 °C, avec une amplitude thermique annuelle de 17,9 °C. Le cumul annuel moyen de précipitations est de 1 060 mm, avec 7,1 jours de précipitations en janvier et 4,7 jours en juillet. Pour la période 1991-2020, la température moyenne annuelle observée sur la station météorologique de Météo-France la plus proche, « Chomérac Sa_rce », sur la commune de Chomérac à 8 km à vol d'oiseau, est de 13,2 °C et le cumul annuel moyen de précipitations est de 1 104,9 mm,. Pour l'avenir, les paramètres climatiques de la commune estimés pour 2050 selon différents scénarios d'émission de gaz à effet de serre sont consultables sur un site dédié publié par Météo-France en novembre 2022.

### Hydrographie
La ville est traversée par l'Ouvèze et la Payre et la partie septentrionale de son territoire est longé par le Rhône.

### Voies de communication
Le territoire de Rompon est traversé par l'ancienne route nationale 86, reclassée en route départementale (RD86) pour ce tronçon depuis 2005 et qui traverse l'Ardèche du nord au sud dans la vallée du Rhône.

### Lieux-dits, hameaux et écarts

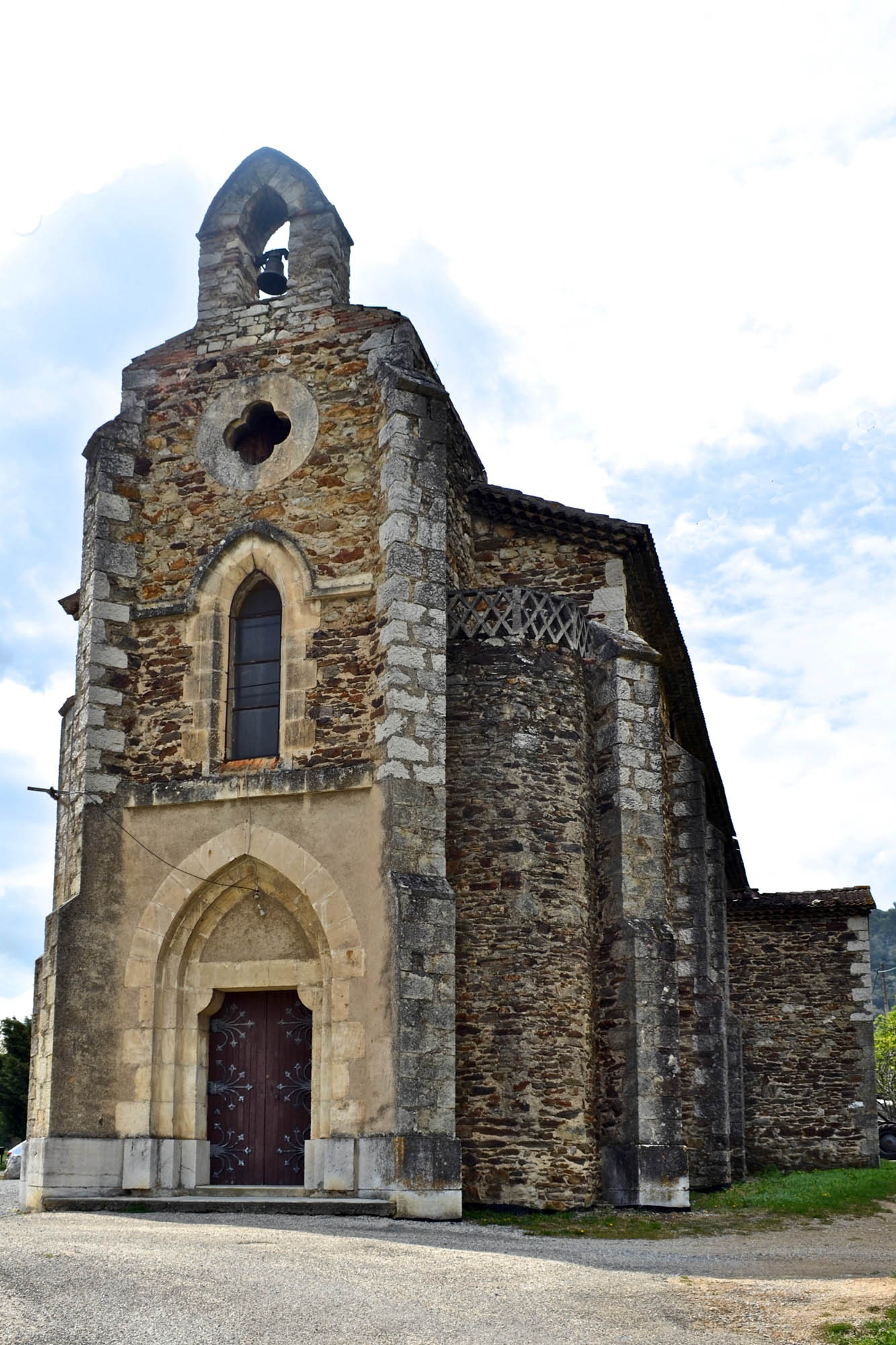
Église Saint-Martin au hameau de Laval.

## Urbanisme

### Typologie
Au 1er janvier 2024, Rompon est catégorisée bourg rural, selon la nouvelle grille communale de densité à 7 niveaux définie par l'Insee en 2022.
Elle appartient à l'unité urbaine de Saint-Julien-en-Saint-Alban, une agglomération intra-départementale dont elle est ville-centre,. Par ailleurs la commune fait partie de l'aire d'attraction de Privas, dont elle est une commune de la couronne,. Cette aire, qui regroupe 24 communes, est catégorisée dans les aires de moins de 50 000 habitants,.

### Occupation des sols
L'occupation des sols de la commune, telle qu'elle ressort de la base de données européenne d’occupation biophysique des sols Corine Land Cover (CLC), est marquée par l'importance des forêts et milieux semi-naturels (77,1 % en 2018), en diminution par rapport à 1990 (80,6 %). La répartition détaillée en 2018 est la suivante :
forêts (43,9 %), milieux à végétation arbustive et/ou herbacée (33,2 %), zones agricoles hétérogènes (10 %), prairies (9,9 %), zones urbanisées (2,2 %), eaux continentales (0,8 %), mines, décharges et chantiers (0,1 %).
L'évolution de l’occupation des sols de la commune et de ses infrastructures peut être observée sur les différentes représentations cartographiques du territoire : la carte de Cassini (XVIIIe siècle), la carte d'état-major (1820-1866) et les cartes ou photos aériennes de l'IGN pour la période actuelle (1950 à aujourd'hui).

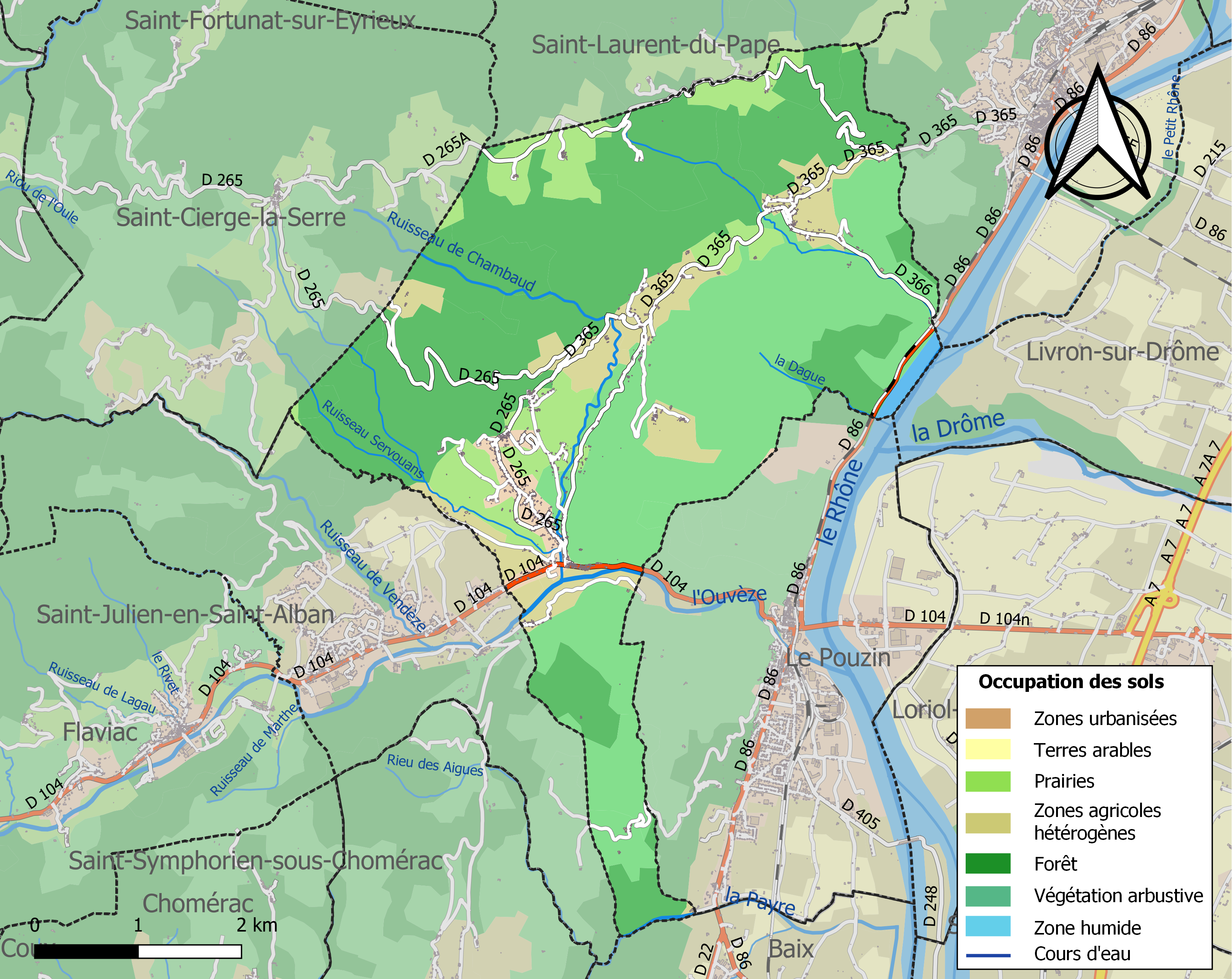
Carte des infrastructures et de l'occupation des sols de la commune en 2018 (CLC).

### Risques naturels

#### Risques sismiques
La totalité du territoire de la commune de Rompon, est situé en zone de sismicité no 3 (sur une échelle de 1 à 5), comme la plupart des communes situées à proximité de la vallée du Rhône, mais en limite orientale de la zone no 2 qui correspond au plateau ardéchois.
| Type de zone | Niveau            | Définitions (bâtiment à risque normal) |
| ------------ | ----------------- | -------------------------------------- |
| Zone 3       | Sismicité modérée | accélération = 1,1 m/s2                |

## Histoire

### Préhistoire
Les contreforts des plateaux calcaires et des collines (Les Gras ou Grads) qui surplombent le Rhône et ses affluents traversant des gorges sauvages et verdoyantes ont été fréquentés très tôt par les sociétés de la Préhistoire.
- La grotte de Payre, ou plutôt le site de Payre (Payre I, II, III) situé à l'entrée des gorges éponymes, est en fait localisée à l'extrémité sud du territoire de Rompon, juste à côté du hameau pouzinois de Payre. Elle a été fréquentée par l'homme de Neandertal, au Paléolithique moyen, et réoccupée beaucoup plus tard, par les Chalcolithiques. C'est un site complexe, connu depuis la Seconde Guerre mondiale, dont les fouilles ne sont pas terminées, et qu'il faut préserver. (M-H Moncel et M. Patou-Mathis).
- La grotte du Chat Gourmand est une cavité profonde de 15 m et dont le porche, haut de 3 m, s'ouvre à l'angle S-O du plateau de Rompon. Une terrasse d'où il était possible d'observer la vallée de l'Ouvèze est aujourd'hui ensevelie sous les blocs de roches. En 1987, un sondage permit de mettre au jour divers ossements : crâne de bouquetin, extrémité de métacarpe de renne, astragale de renne. La grotte a sans doute été fréquentée à différentes époques (débris de silex préhistoriques, fragments de tegula d'époque romaine, tessons médiévaux ou modernes, charbons). (S. Bertrand-Fraigneau).

### Autres faits historiques
cité dans l'ordre de Cluny(Marcel Pacaut-edition Fayard

## Politique et administration

### Liste des maires
| Période                                  | Période                    | Identité         | Étiquette | Qualité |
| ---------------------------------------- | -------------------------- | ---------------- | --------- | ------- |
| Les données manquantes sont à compléter. |                            |                  |           |         |
| avant 1988                               | ?                          | Joris Sarkissian |           |         |
| 2001                                     | 2006                       | Jean Chouvier    |           |         |
| 2006                                     | 2014                       | Gabriel Labat    | SE        |         |
| 2014                                     | En cours (au 22 mars 2021) | Yann Vivat       | PS        |         |

## Population et société

### Démographie
L'évolution du nombre d'habitants est connue à travers les recensements de la population effectués dans la commune depuis 1793. Pour les communes de moins de 10 000 habitants, une enquête de recensement portant sur toute la population est réalisée tous les cinq ans, les populations de référence des années intermédiaires étant quant à elles estimées par interpolation ou extrapolation. Pour la commune, le premier recensement exhaustif entrant dans le cadre du nouveau dispositif a été réalisé en 2006.

En 2022, la commune comptait 1 141 habitants, en évolution de +6,04 % par rapport à 2016 (Ardèche : +2,48 %, France hors Mayotte : +2,11 %).
| 1793 | 1800 | 1806 | 1821 | 1831  | 1836  | 1841  | 1846  | 1851  |
| ---- | ---- | ---- | ---- | ----- | ----- | ----- | ----- | ----- |
| 447  | 495  | 518  | 607  | 1 011 | 1 020 | 1 064 | 1 114 | 1 186 |

| 1856  | 1861  | 1866  | 1872  | 1876  | 1881  | 1886 | 1891 | 1896 |
| ----- | ----- | ----- | ----- | ----- | ----- | ---- | ---- | ---- |
| 1 146 | 1 207 | 1 164 | 1 177 | 1 104 | 1 057 | 992  | 926  | 848  |

| 1901 | 1906 | 1911 | 1921 | 1926 | 1931 | 1936 | 1946 | 1954 |
| ---- | ---- | ---- | ---- | ---- | ---- | ---- | ---- | ---- |
| 759  | 803  | 745  | 722  | 609  | 564  | 512  | 470  | 536  |

| 1962 | 1968 | 1975 | 1982 | 1990 | 1999 | 2006 | 2011 | 2016  |
| ---- | ---- | ---- | ---- | ---- | ---- | ---- | ---- | ----- |
| 522  | 513  | 451  | 585  | 722  | 863  | 966  | 989  | 1 076 |

| 2021  | 2022  | - | - | - | - | - | - | - |
| ----- | ----- | - | - | - | - | - | - | - |
| 1 136 | 1 141 | - | - | - | - | - | - | - |

### Enseignement
La commune est rattachée à l'académie de Grenoble.

### Médias
La commune est située dans la zone de distribution de deux organes de la presse écrite :
- L'Hebdo de l'Ardèche

Il s'agit d'un journal hebdomadaire français basé à Valence et couvrant l'actualité de tout le département de l'Ardèche.
- Le Dauphiné libéré

Il s'agit d'un journal quotidien de la presse écrite française régionale distribué dans la plupart des départements de l'ancienne région Rhône-Alpes, notamment l'Ardèche. La commune est située dans la zone d'édition de Privas.

## Culture locale et patrimoine

### Lieux et monuments
- La grotte de Payre, ou plutôt le site de Payre (Payre I, II, III), à l'entrée des gorges éponymes.
- Les Fonts-du-Pouzin (lieu-dit où se trouve la mairie).
- La fontaine d'eau férugineuse de Rompon (se trouvant dans le quartier de Celles les Bains).
- Église Saint-Martin de Laval.
- Chapelle du Prédicant de Vieux Rompon.
- Temple protestant des Fonts du Pouzin.

### Personnalités liées à la commune
- Jeanne Bovet (1917-2010), pianiste suisse.

### Héraldique
|  | Rompon possède des armoiries dont l'origine et le blasonnement exact ne sont pas disponibles. |